# NGC 1351A
NGC 1351A (другие обозначения — ESO 358-9, MCG -6-8-21, FCC 67, PGC 12952) — спиральная галактика с перемычкой в созвездии Печь.
Этот объект не входит в число перечисленных в оригинальной редакции «Нового общего каталога» и был добавлен позднее.
Галактика входит в Скопление Печи.
Галактика NGC 1351A входит в состав группы галактик NGC 1399. Помимо NGC 1351A в группу также входят ещё 41 галактика.